# 明福寺
明福寺（みょうふくじ）は、三重県菰野町にある真宗大谷派の寺院。

## 沿革
開基の法欽は、大和国高市郡越智の出身で、 永正の頃に伊勢へと移り住み、菰野にて念仏道場を開く。教如に帰依して、寺号、本尊、親鸞影絵を授与される。享保の頃に山門と鐘楼を建立。本堂は1854（安政元）年の大地震にて倒壊後、再建された。本堂に安置されている薬師如来/阿弥陀如来像は円空による作。一材の両面に二仏が掘られた「両面仏」と呼ばれる珍しいもので、延宝2年（1674年）の作。町指定有形文化財。13世住職であった賢竜の弟、大正が明治初年の廃仏毀釈により、像が伝来していたが廃寺となった伊勢の常明寺から譲り受けて、明福寺へと持ち帰ったものである。
文化11年（1814年）には、測量に訪れた伊能忠敬がこの寺に宿泊した。昭和36年（1961年）には、俳人の山口誓子が当寺の住職に招かれて寺を訪れ、円空仏に感銘を受けて句を詠んだ。寺には昭和51年（1976年）に建てられたその句碑がある。

## 文化財
- 円空作両面仏（菰野町指定文化財）[2]